# 默勒奇內尼鄉 (阿爾傑什縣)
44°54′N 24°53′E / 44.900°N 24.883°E
默勒奇內尼鄉（羅馬尼亞語：Comuna Mărăcineni, Argeș），是羅馬尼亞的鄉份，位於該國中南部，由阿爾傑什縣負責管轄，海拔高度285米，每年平均降雨量1,029毫米，2007年該鄉份人口4,927。